# Willits (Kalifornia)
Willits város az USA Kalifornia államában, Mendocino megyében. Lakosainak száma 4988 fő (2020. április 1.).

## Népesség
A település népességének változása:

| 2010 | 4 888 |
| 2020 | 4 988 |